# 宣王伐魯
宣王伐魯發生於前796年，周宣王率軍討伐魯國之戰。
宣王十一年（前817年）春，魯武公與長子公子括、少子公子戲西行朝見周宣王。周宣王喜歡公子戲，想立公子戲為魯國太子。仲山甫以廢長立幼不合舊制勸諫周宣王，周宣王不聽，仍立公子戲為魯國太子。同年夏，魯武公回國後去世，公子戲繼位，為魯懿公。宣王二十一年（前807年），太子括的兒子伯御聯合魯國國人攻殺魯懿公，伯御被國人推舉為魯君。前796年，周宣王率軍討伐魯國，殺死伯御，立魯懿公的弟弟公子稱為魯國君主，是為魯孝公。經過此次事件周天子聲望大減，諸侯多次違抗王命。